# PR-LP 5
El sendero PR-LP 5 es un sendero de Pequeño Recorrido en La Palma (Canarias, España) que une el Fuente Vizcaína con La Galga.
La longitud total del recorrido es de 13200 metros. Hay 1980 metros de desnivel.